# Lacelle
Lacelle é uma comuna francesa na região administrativa da Nova Aquitânia, no departamento de Corrèze. Estende-se por uma área de 20,58 km². Em 2010 a comuna tinha 136 habitantes (densidade: 6,6 hab./km²).